# Casa Santana i Soler
La Casa Santana i Soler és un edifici situat a la Via Laietana de Barcelona, catalogat com a bé cultural d'interès local.

## Història
Fou bastit entre 1918 i 1921 per l'arquitecte Albert Joan i Torner per encàrrec de Josep Santana i Soler, un industrial especialitzat en productes de drogueria. Joan i Torner s'inspirà en l'arquitectura pionera d'oficines i magatzems de Chicago, com ara els Magatzems Walker, dissenyats per Louis Henri Sullivan el 1888.
A finals de la dècada del 1920, aquest edifici acollí els despatxos de diversos arquitectes joves que més tard s'aglutinarien en el moviment del GATCPAC. En l'actualitat és un hotel.

## Descripció
De planta quadrangular amb un xamfrà en forma d'hemicicle, consta de semisoterrani, planta baixa, entresòl, quatre plantes i terrat transitable. Disposa de tres façanes afrontades a la Via Laietana (on es troba l'accés principal) el carrer del Sotstinent Navarro i la Plaça d'Emili Vilanova.
Totes les façanes estructuren les seves obertures en eixos de desenvolupament vertical emfasitzats per les línies verticals del muri presenten un acabat revestit. La planta baixa reposa damunt d'un sòcol amb revestiments en forma de carreus encoixinats que conté les finestrelles horitzontals del semisoterrani. Damunt d'aquest sòcol s'hi desenvolupa el basament, que acull la planta baixa i l'entresòl. A la façana principal, l'accés a planta baixa es produeix a través de dos portals idèntics inscrits dins d'uns arcs de mig punt i consistents en un entaulament allindanat sostingut per dues columnes d'ordre toscà. Sobre aquest entaulament, dues cartel·les flanquejades per cornucòpies mostren la data de construcció de l'edifici (MCMXXI). Els dos portals flanquegen un ampli finestral tripartit que abraça la planta baixa i l'entresòl amb un emmarcament motllurat i coronat per una cartel·la (avui sense inscripcions) sobre mènsules ornada de volutes d'acant. Ambdós portals són sobremuntats per dos balcons en volada sobre permòdols i amb una potent barana d'obra en forma de gelosia d'inspiració romana.
La resta de pisos es projecten a l'exterior per grans finestrals rectangulars retallats al mur de les façanes i amb un ampit reculat respecte a la línia d'aquests murs. Amb aquest recurs, la façana es presenta ritmada per pilastres monumentals el capitell de les quals actua, alhora, d'imposta per als arcs de la planta quarta. Efectivament, les fienstres de la darrera planta, convertides en arcs, acullen en llurs carcanyols una exuberant decoració en estuc a base de volutes d'acant florides. Damunt d'aquest entaulament abarrocat s'alça la cornisa de l'edifici, sobremontada per una barana de gelosia que tanca el terrat transitable.
Pel que fa als interiors, avui perduts, l'arquitecte ubicà les escales i l'ascensor de manera que es pogués accedir amb facilitat a cadascun dels despatxos que conformaven l'edifici. En l'actualitat, l'estructura interna és aparent a través dels pilars i jàsseres de perfils metàl·lics que sostenen els pesos de cada pis.